# اینتارس بوسیلیس
اینتارس بوسیلیس (به انگلیسی: Intars Busulis) (زاده ۲ می ۱۹۷۸) خواننده اهل لتونی است.
او در مسابقه آواز یوروویژن ۲۰۰۹ نماینده لتونی بود.